# Кроу, Чарльз
Чарльз Роберт Кроу (англ. Charles Robert Crowe; 12 октября 1867, Гуэлф — 3 сентября 1953, Гуэлф) — канадский стрелок, призёр летних Олимпийских игр.
Кроу принял участие в летних Олимпийских играх в Лондоне в двух дисциплинах. Он стал бронзовым призёром в стрельбе из армейской винтовки среди команд и разделил 9-е место в стрельбе из винтовки на 1000 ярдов.